# 阿多尔
阿多尔，是西班牙瓦伦西亚自治区巴伦西亚省的一个市镇。总面积14平方公里，总人口1237人（2001年），人口密度88人/平方公里。